# غراهام لولور
غراهام لولور (بالإنجليزية: Graham Lawlor)‏ (3 مايو 1978 في جمهورية أيرلندا - ) هو لاعب كرة قدم أيرلندي في مركز الهجوم. لعب مع نادي بوهيميان ونادي شامروك روفرز ونادي كليفتونفيل وNewry City F.C. ‏ ونادي بيليمينا يونايتد وBray Wanderers F.C. ‏.